# Lidia Kindermann
Lidia Kindermann, także Lydia Kindermann (ur. 11 lipca lub 21 września 1892 w Łodzi, zm. 4 grudnia 1953 w Wiedniu) – śpiewaczka operowa, wywodziła się z rodu łódzkich fabrykantów Kindermannów. Od 1939 obywatelka Argentyny. Była żydowskiego pochodzenia.

## Kariera
Córka Juliusza Kindermanna i Klary z d. Steigert. Jako solistka zadebiutowała w latach 1915/1916 w ramach koncertów z Łódzką Orkiestrą Symfoniczną. W 1917 r. wystąpiła w teatrze w Teplitz-Schönau, latach 1917–1921 pracowała jako solistka opery w Grazu, w latach 1921–1927 śpiewała w Staatsoper w Stuttgarcie. W 1931 r. zagrała w filmie Die Koffer des Herrn O.F. Koncertowała z orkiestrą Concertgebouw w Amsterdamie oraz śpiewała w Bayreuth w Teatrze Wagnerowskim. W latach 1927–1931 pracowała dla Staatsoper Unter den Linden w Berlinie. W 1933 r. wyjechała z Niemiec by w latach 1934–1938 śpiewać w Deutsches Theater. W 1938 r. wyjechała do Ameryki Południowej. W 1939 r. przyjęła argentyńskie obywatelstwo. Do 1948 r. pracowała jako solistka Teatro Colón w Buenos Aires i nauczycielka śpiewu. Zmarła po powrocie do Wiednia, w następstwie operacji guza mózgu.